# دی. بی. وودساید
دیوید برایان وودساید (به انگلیسی: David Bryan Woodside) معروف به دی. بی وودساید (زاده ۲۵ ژوئیه ۱۹۶۹ میلادی) بازیگر آمریکایی است. او فعالیت خود را در زمینه سینما و تلویزیون از سال ۱۹۹۶ میلادی آغاز کرده‌است، او در سریال بوفی قاتل خون‌آشام به عنوان رابین وود بازی کرد، و در سریال لوسیفر هم در نقش برادر لوسیفر(اماندیل) بازی کرد. همچنین نقش‌آفرینی در سریال ۲۴ و به خصوص در فصل ششم ۲۴ که در نقش رئیس جمهور وین پالمر ایفای نقش کرد بسیار معروف شد.